# 26.º distrito congresional de Florida
El 26.º distrito congresional es un distrito congresional que elige a un Representante para la Cámara de Representantes de los Estados Unidos por el estado de Florida.  Actualmente el distrito está representado por el Republicano Carlos A. Giménez. El distrito fue creado a partir del censo de los Estados Unidos de 2010 y empezó a funcionar en el 113.º Congreso.

## Geografía
El 26.º distrito congresional se encuentra ubicado en las coordenadas 25°41′05″N 80°59′56″O / 25.684685, -80.998907. El distrito abarca el condado de Monroe y partes del condado de Miami-Dade. 